# Revista Argentina de Botánica
Revista Argentina de Botánica (abreviado Revista Argent. Bot.) fue una revista trimestral ilustrada con descripciones botánicas que fue editada en La Plata (Argentina). Publicó cuatro números en los años 1925-1926.
Carlos Luis Spegazzini inició la edición de la Revista Argentina de Botánica en el año 1925, pero solamente fueron publicados cuatro números, redactados exclusivamente por él. Dejó de publicarse luego de la muerte de Carlos Spegazzini ocurrida el 1 de julio de 1926 en la ciudad de La Plata.
La dirección para canje y correspondencia publicada en la tapa de cada entrega era la casa del propio Spegazzini, ubicada en la calle 53 entre 4 y 5, pleno centro de La Plata. Luego de su muerte, donó esta propiedad y elementos de su colección particular al Museo de La Plata, con la condición de que ésta fuera transformada en un instituto con su nombre. De esta forma, unos años más tarde se conformó el Instituto Spegazzini, con sede en su antigua casa.
La revista era impresa en el Establecimiento Gráfico Tomás Palumbo, ubicado en la Ciudad de Buenos Aires.

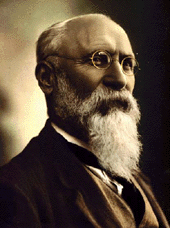
Carlos Luis Spegazzini, en su 65º natalicio.